# 의학교과서
의학교과서는 의학에 쓰이는 교과서를 가리키는 단어이다.

## 설명
의학교과서는 주로 의학에 관련된 단체들이 만든다. 의학교과서에서는 각종 질병에 대한 설명과 예방책을 제시하고 사람들의 건강을 위한 자료를 담고 있다. 의학교과서에 참고된 자료를 토대로 어린이들을 위한 동화책이 발행되기도 한다. 의학교과서는 전세계의 의학에 관련된 단체들이 출판하고 있으며 의료의 모든 과에는 각각의 의학교과서가 있다. 대한민국에서는 보건복지부가 국민의 건강을 위한 의학교과서를 발행하고 있다.

## 같이 보기
- 의학
- 교과서